# 大日平
大日平（だいにちだいら）とは、富山県中新川郡立山町の立山山麓にある高原である。

## 概要
中部山岳国立公園特別保護地区の一部にあたり、2012年（平成24年）7月3日には、隣接する弥陀ヶ原とともに、国際的に重要な湿地としてラムサール条約（ラムサール条約第11回締約国会議（COP11））に登録された。一帯へ行くには登山道しかなく、自動車などでは行けない。また、公共交通機関もなく、郵便局では交通困難地に指定されている。南側に隣接する弥陀ヶ原とは称名川の峡谷によって二分されており、クライミングしない限りは直接行き来することはできない。ただし、かつては吊り橋で連絡していたことがある。当地にある山小屋としては唯一の大日平山荘（北緯36度34分50.9秒 東経137度32分27.6秒 / 北緯36.580806度 東経137.541000度座標: 北緯36度34分50.9秒 東経137度32分27.6秒 / 北緯36.580806度 東経137.541000度）があり、春から秋にかけて営業している。さらに、大日岳などの北アルプス山脈の登山道が通るため、山荘は登山客によく利用される。付近からは天狗山や、そこに流れる不動滝が見える。

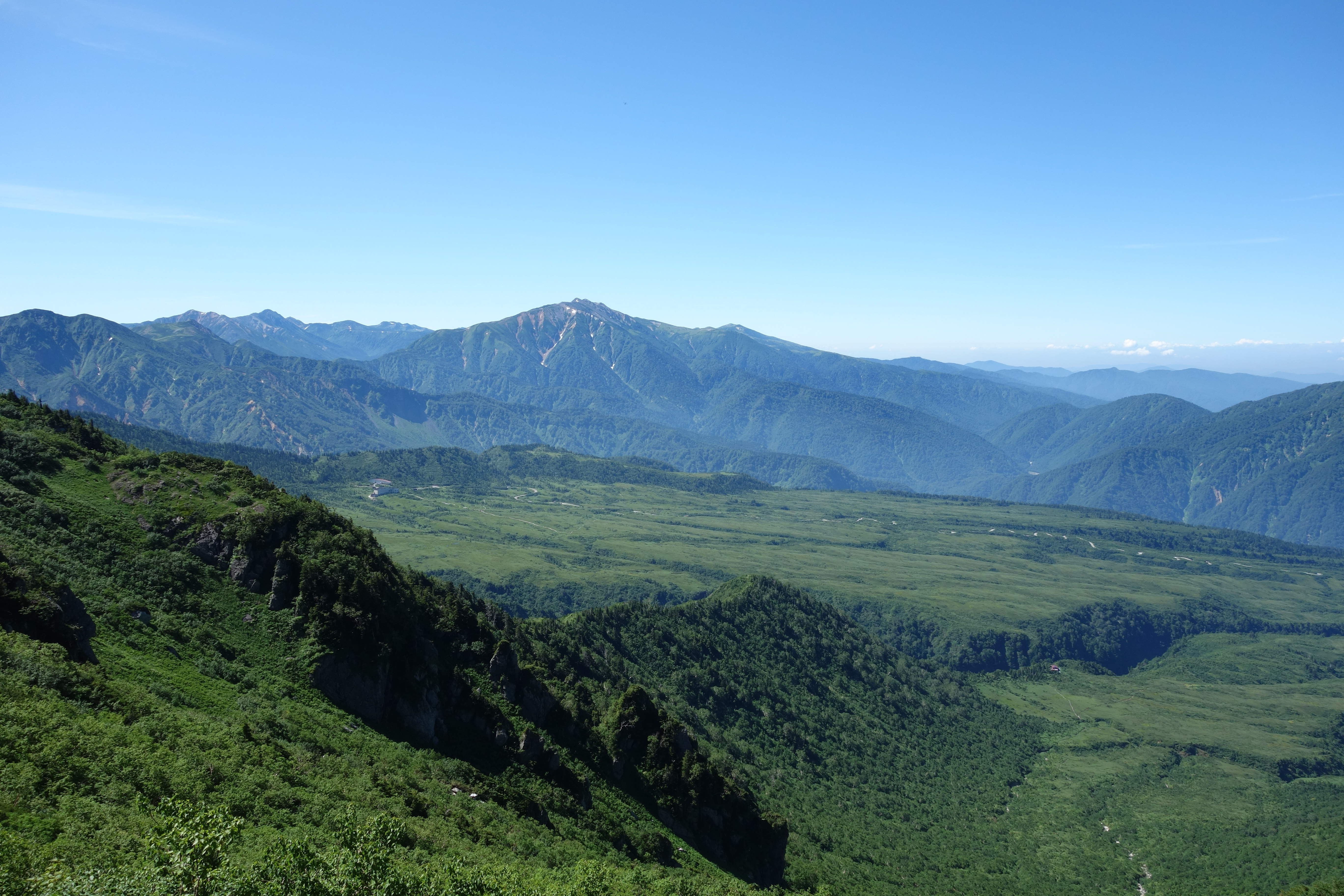
大日岳方面から見た薬師岳、弥陀ヶ原、大日平